# Hydrema MCV 910
Hydrema MCV 910 er et minerydningskøretøj udviklet af virksomheden Hydrema. De første 4 køretøjer blev leveret til det danske forsvar i december 1997, og yderligere 8 køretøjer blev leveret i starten af 1998. Siden da er køretøjet blevet leveret i en civil udgave til en norsk nødhjælpsorganisation, og til andre landes militær. Køretøjet er konstrueret til sikker og hurtig rydning af landminer.

## Opbygning
Minerydderen er baseret på et kraftigt, leddelt chassis. Leddelingen sikrer at alle fire hjul er i kontakt med overfladen, uanset hvor kuperet det er. Mineplejlen er monteret bagerst på køretøjet. Selve plejlen består af en aksel med 72 påmonterede kæder. Fastgjort til enden af hver kæde er en hammer. Under minerydning overfor miner i jorden roterer akslen med høj hastighed, hvorved kæderne bearbejder det øverste jordlag, og bringer minerne til detonation. Resten af minerydderne beskyttes af et kraftigt skjold der er placeret umiddelbart foran mineplejlen. På faste underlag kan der roteres modsat med hævet aksel, så belægningen ikke ødelægges og truslen - typisk fjerne leverede miner eller udetonerede klyngebomber - fejes væk fra vejbanen.

## Operatører
- Danmark – 16 Hydrema MCV 910
- Forenede Arabiske Emirater – 2 Hydrema MCV 910
- Indien – 24 Hydrema MCV 910 Series 2
- Norge – 9 Hydrema MCV 910 
  - Norsk Folkehjælp – 2 Hydrema MCV 910
- USA
  - U.S. Air Force – 3 Hydrema MCV 910
  - U.S. Army – 41 Hydrema MCV 910 (AMCS M1271)
- Østrig - 2 Hydrema MCV 910 (AMCS M1271)
- Ukraine – Ukendt antal Hydrema MCV 910 doneret af Danmark.